# André Bourreau
André Bourreau (ur. 3 grudnia 1934) – francuski judoka. Olimpijczyk z Tokio 1964, gdzie zajął dziewiąte miejsce w wadze lekkiej.
Zdobył osiem medali na mistrzostwach Europy w latach 1961 - 1965, w tym trzy w zawodach drużynowych.

## Letnie Igrzyska Olimpijskie 1964
| Konkurencja | Eliminacje              | Eliminacje          | Klas. końcowa |
| Konkurencja | Przeciwnik I            | Przeciwnik II       | Miejsce       |
| ----------- | ----------------------- | ------------------- | ------------- |
| 68 kg       | Park Cheong-sam (KOR) P | Ronald Ford (AUS) Z | 9.            |